# Mimo Dia Leydimen
Pour les articles homonymes, voir Dia.
Mimo Dia Leydimen est un écrivain, militant politique, activiste sénégalais. Originaire de la ville de Tambacounda, il s'est engagé pour la défense des causes de l'Afrique et la défense des droits des peuples opprimés. Parallèlement à son engagement pour la souveraineté de l'Afrique, il exerce dans le développement informatique, à Paris où il vit. 

## Biographie
Mimo Dia Leydimen fait tout son parcours scolaire dans la ville de Tambacounda (quartier Dépôt) au Sénégal.[réf. nécessaire]
Après ses études primaires et secondaires, il intègre l'Université Cheikh-Anta-Diop où il obtient une licence en sciences et vie de la terre puis un master en analyse chimique et biologique. 
Pour faire valoir ses idéologies, ses pensées, il se lance dans la production intellectuelle à travers l'écriture. Il s'est tourné vers l'activisme et le militantisme politique à Paris pour la défense des intérêts des pays africains. 
Panafricaniste engagé, il défend le respect des droits de l'homme. Il s'illustre notamment lors du conflit inter-ethnique entre les Peuls et les Dogons à la suite de l'attaque du village de Ogossagou (Mali) qui a fait plus d'une centaine de morts.   
Il se bat contre le racisme et la discrimination des noirs en France. Ce fut le cas de son implication dans l'assassinat du franco-guinéen, Mamoudou Barry dans la ville de Rouen en juillet 2019.

## Prises de position
Leydimen est un militant actif pour la sortie de l'UEMOA (Union économique et monétaire ouest-africaine) du franc CFA et la démilitarisation de l'Afrique (présence des bases militaires occidentales). Il milite pour l'indépendance effective des pays africains et leur émancipation vis-à-vis des pays colonisateurs.
Il s'oppose aux mauvaises politiques de certains chefs d'États africains qui participent aux pillages de leurs pays. Il critique également les grandes institutions internationales telles que les Nations unies (ONU), le Fonds monétaire international (FMI) ou encore l'organisation mondiale de la santé (OMS), qu'il considère de mener des politiques injustes et inéquitables à l'encontre de l'Afrique (non représentativité au conseil de sécurité des Nations unies, imposition des politiques d'ajustements structurelles, absence de réelles volontés d'endiguement des maladies impactant le continent).

## Œuvres
- L'Afrique humiliée, l'enfer de la vérité, Recueil de nouvelles,  édition l'Harmattan[5].
- Nos larmes noires, Recueil de nouvelles[6].